# Boat of Garten
Boat of Garten är en ort i Storbritannien.   Den ligger i kommunen Highland och riksdelen Skottland, i den norra delen av landet, 700 km norr om huvudstaden London. Boat of Garten ligger 226 meter över havet och antalet invånare är 517.
Terrängen runt Boat of Garten är kuperad åt sydväst, men åt nordost är den platt. Runt Boat of Garten är det glesbefolkat, med 16 invånare per kvadratkilometer. Närmaste större samhälle är Aviemore, 7,4 km sydväst om Boat of Garten. I omgivningarna runt Boat of Garten växer i huvudsak blandskog.